# Чхве Йон Рім
Чхве Йон Рім (кор. 최영림, 崔永林 або 崔英林, Choe Yeong(-)rim, Ch'oe Yŏngrim; нар. 20 листопада 1930) — північнокорейський політик і партійний діяч, дванадцятий голова уряду КНДР.

## Кар'єра
У липні 1950 року вступив до лав Корейської народної армії. Здобував освіту в університеті імені Кім Ір Сена та МДУ. Обіймав різні посади в партійній ієрархії ТПК, в тому числі був інструктором, заступником і першим заступником начальника відділу, начальником відділу Центрального Комітету Трудової партії Кореї. Згодом обіймав посади заступника голови Адміністративної ради КНДР та керівника Верховної народної прокуратури.
Від 11 квітня 2005 до липня 2009 року був генеральним секретарем Президії Верховних народних зборів, а 2009 його призначили на посаду першого секретаря Пхеньянського міського комітету ТПК.
7 червня 2010 року на третій сесії Верховних народних зборів XII скликання Чхве Йон Ріма було обрано головою ради міністрів КНДР. Також у вересні 2010 був обраний членом Президії Політбюро ЦК ТПК. Вийшов у відставку з посади голови уряду на початку квітня 2013 року.